# Eumecosoma mellipes
Eumecosoma mellipes là một loài ruồi trong họ Asilidae. Eumecosoma mellipes được Wiedemann miêu tả năm 1828.